# Fundusz Partnerstwa

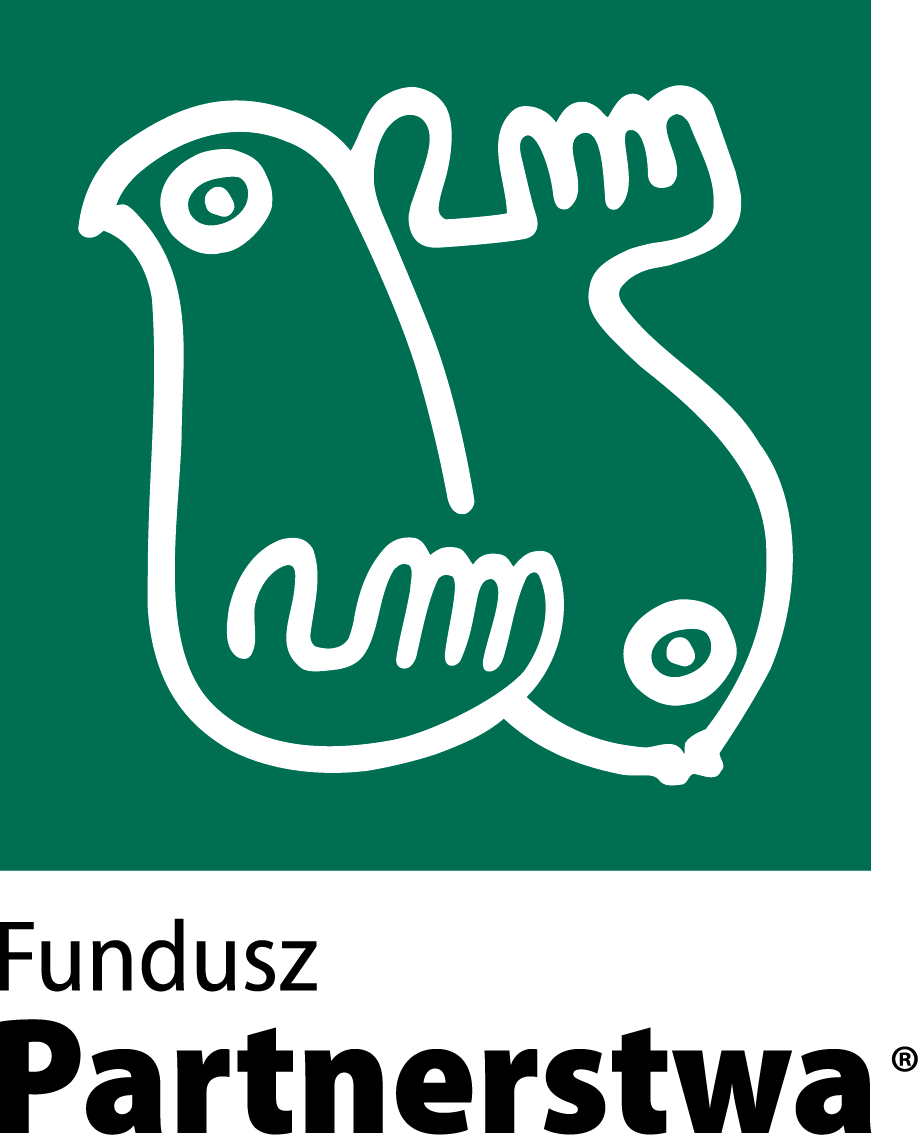
Logo Funduszu Partnerstwa

Fundusz Partnerstwa – organizacja pozarządowa założona w 2004 roku, działajaca na rzecz zrównoważonego rozwoju społeczności lokalnych, ochrony środowiska i społeczeństwa obywatelskiego. Jest członkiem środkowo-europejskiego stowarzyszenia Environmental Partnership Association operującego w Polsce, Czechach, na Słowacji, Węgrzech, w Rumunii i Bułgarii. Fundusz ma siedzibę w Krakowie Nowej Hucie.

## Historia
Fundusz Partnerstwa został powołany jako kontynuacja założonego w 1992 roku Programu Małych Dotacji Polskiego Biura Environmental Partnership for Central Europe, który był administrowany przez German Marshall Fund, a od 1997 roku przez Fundację Partnerstwo dla Środowiska, z której Fundusz Partnerstwa został wyodrębniony. W początkach swojej działalności Fundusz realizował programy dotacyjne takie jak m.in.: Szkoły dla Ekorozwoju, Zielone Szlaki Greenways, Fundusz Kropli Beskidu.
Od 2022 roku Fundusz jest członkiem Europejskiej Sieci Citizen Initiatives in Global Solidarity (CIGS – Inicjatywy obywatelskie w globalnej solidarności).